# Alexis Olmedo
Pour les articles homonymes, voir Olmedo.
Alexis Olmedo, né le 2 janvier 2006 à Manresa, est un footballeur espagnol qui joue au poste de défenseur central au FC Barcelone.

## Biographie

### Carrière en club
Né à Manresa, en Catalogne espagnole, Alexis Olmedo est formé par le FC Barcelone, où il commence sa carrière professionnelle avec l'équipe reserve en championnat d'Espagne de troisième division, lors de la saison 2022-2023,.
Lors des saison 2023-2024 puis 2024-2025, il s'impose comme un cadre de l'équipe reserve, tout en jouant également sporadiquement avec les moins de 19 ans, qui remportent la Youth League en 2025,.

### Carrière en sélection
En juin 2025, Olmedo est convoqué avec l'équipe d'Espagne des moins de 19 ans pour participer au Championnat d'Europe des moins de 19 ans qui a lieu en Roumanie.
L'Espagne l'emporte en demi-finale contre l'Allemagne, sur le score de 6-5 après des prolongations et un match riche en retournements,.

## Palmarès

### En club
FC Barcelone
- Youth League
  - Vainqueur en 2025

### En sélection
Espagne -19 ans
- Championnat d'Europe
  - Finaliste en 2025